# Leisure Suit Larry 6: Shape Up or Slip Out!
Leisure Suit Larry 6: Shape Up or Slip Out! — шестая игра в серии графических приключенческих игр от Sierra Entertainment — Leisure Suit Larry. Изначально разработана для DOS, но обрела ремейк для Windows 3.1 в формате CD через год после выпуска оригинала. Расширенная версия игры предлагает обновленную графику и полное озвучивание (впервые в серии). Обе версии используют интерфейс point-and-click, похожий на собратьев из других игр Sierra, но с одним отличием — панель иконок видна всегда.

## Сюжет
Действие игры продолжает серию подвигов героя Ларри Лафера. Ларри участвует в телевизионном шоу «Жеребцы» и выигрывает бесплатную поездку в роскошный спа-центр, заселённый женщинами. Всю игру Ларри пытается затащить в постель разных женщин, которых встречает в отеле.

## Игровой процесс
Практически все локации, которые есть в игре, доступны сразу: их можно посетить, не предпринимая никаких дополнительных действий. В игру вновь вернулась возможность умереть, хотя и не такая зубодробительная и жестокая как в первой игре серии: после смерти появляется окно, позволяющее вернуться к прежнему состоянию до роковой ошибки.
В конце игры после титров можно прослушать композиции, которые звучат в игре.

## Критика
Обозреватель Computer Gaming World в 1994 году назвал игру «очень занятной, способной запросто оскорбить пуританина и занять опытного игрока, ищущего серьёзные головоломки».